# Juan Pablo González (director de cine)
Juan Pablo González (13 de agosto de 1984) es un director de cine, guionista y editor mexicano conocido por su película Caballerango de 2018,  y la ganadora del Festival de Cine de Sundance de 2022 Dos Estaciones. Su trabajo se centra principalmente en la región de los Altos de Jalisco de México, de donde es originario. 
En 2015, González fue nombrado una de las "25 caras nuevas del cine independiente" por la revista Filmmaker.  Al año siguiente, su cortometraje Las Nubes se estrenó en La Habana y en el Festival Internacional de Cine de Róterdam 2017. 
En 2018, su mediometraje documental Caballerango se estrenó en el Festival Internacional de Documentales de Ámsterdam (IDFA). 
Actualmente es codirector de cine del Instituto de las Artes de California (CalArts).  En 2020 ganó el Premio Vilcek a la Promesa Creativa en el Cine. 